# Dieter Wien

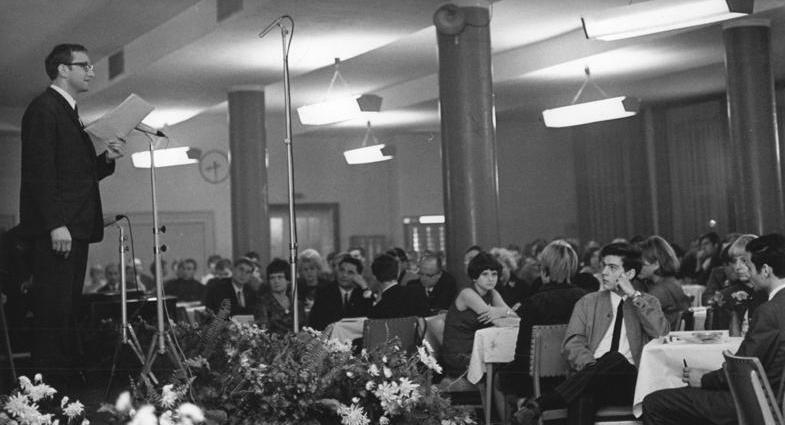
Dieter Wien bei einer Lesung, 1967

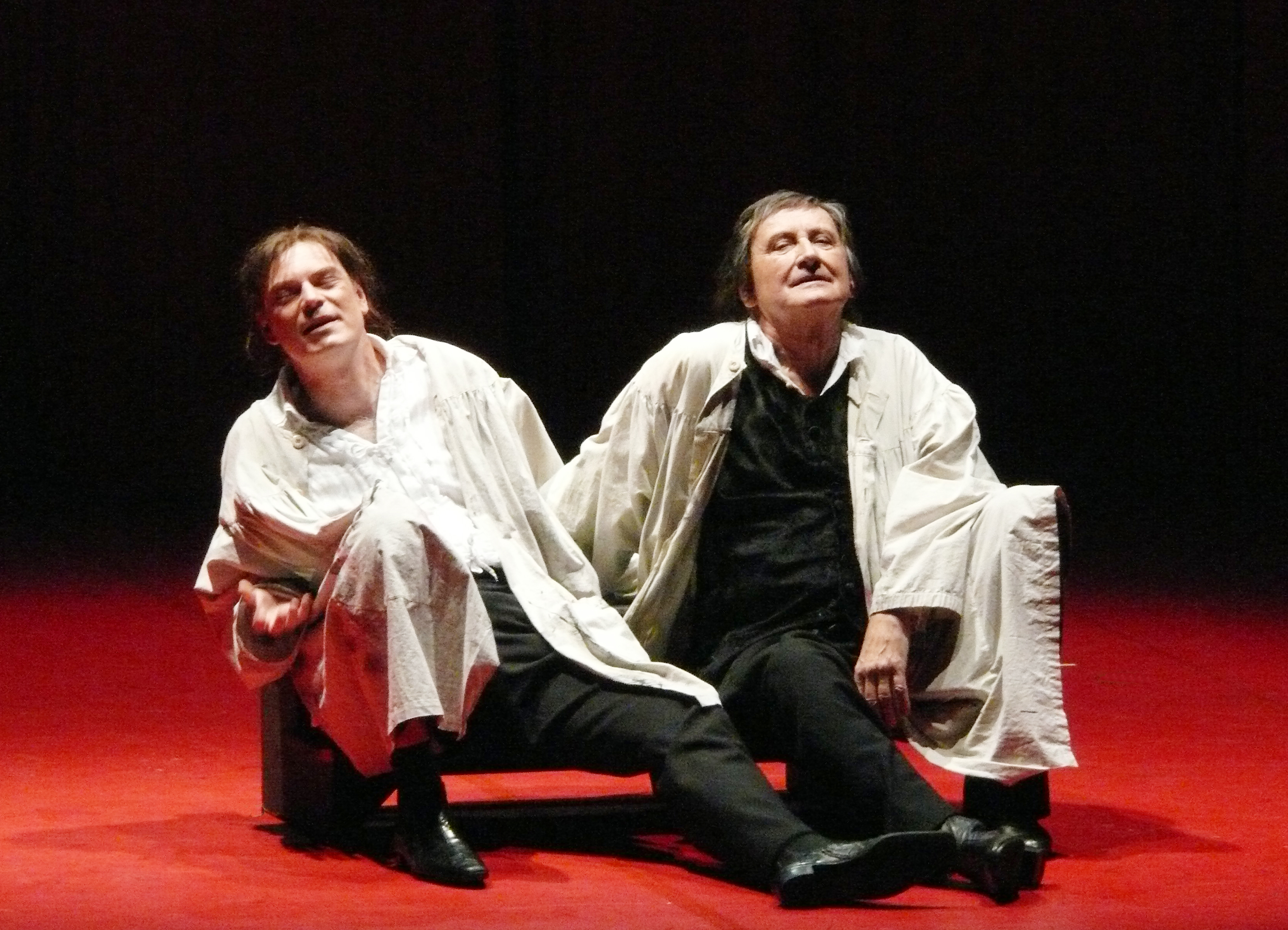
Oliver Trautwein (links) und Dieter Wien (rechts) in Goya, Wels, Oktober 2007

Dieter Wien (* 13. Oktober 1934 in Danzig) ist ein deutscher Schauspieler.

## Leben
Wien musste 1945 vor Bombenangriffen mit seinen Eltern aus Danzig fliehen. Er machte eine Buchdrucker-Lehre. Nach einer Sprechertätigkeit beim Mitteldeutschen Rundfunk, Sender Leipzig, und Gastverpflichtungen am Theater der Jungen Welt in Leipzig absolvierte Wien ein Schauspielstudium, auch bei Martin Flörchinger. Ein erstes Theaterengagement erhielt er im August 1952 am Theater der jungen Garde in Halle. Danach folgten Engagements in Zeitz, Gera, Plauen und Erfurt. Von 1964 bis 2001 war er festes Ensemblemitglied des Ensembles des Maxim-Gorki-Theater Berlin, ab 2003 war er einer der Hauptdarsteller des Tournee-Theaters Theater des Ostens unter der Intendantin Vera Oelschlegel, so als William von Baskerville in Der Name der Rose oder in Goya.
Dieter Wien wirkte in seiner viereinhalb Jahrzehnte lang andauernden Karriere als Schauspieler vor der Kamera von 1963 bis 2008 in mehr als 120 Film-und-Fernsehproduktionen mit, darunter auch in zahlreichen Fernsehserien und in einigen DEFA-Spielfilmproduktionen. Er führte auch mehrmals Regie beim DFF, so auch bei „Die Spaghettibande“ und „Die Zaubergräte“.
Daneben arbeitete Wien als Synchronsprecher und hielt Lesungen. Er wirkte bei über 60 Hörspielproduktionen mit und war hin und wieder auf Tournee mit der Veranstaltungsreihe Lyrik – Jazz – Prosa.
Wien ist seit 2001 im Ruhestand. Ab 2006 agierte er bei Jumbo Neue Medien & Verlag als Sprecher, so auch für die Hörbücher Der Teppichhändler von Meg Mullins, Der Schneeleopard und Der weiße Dampfer von Tschingis Aitmatow sowie Die Brücke nach Terabithia von Katherine Paterson und Alhambra von Kirsten Boie.
Seine beiden Söhne Matthias Wien und Fabian Oscar Wien sind ebenfalls als Schauspieler tätig. Wien ist in zweiter Ehe mit der Schauspielerin Madeleine Lierck-Wien verheiratet, der Tochter des Schauspielers Werner Lierck.

## Theater
- 1958: William Shakespeare: Macbeth – Regie: Hans Alva (Bühnen der Stadt Gera)
- 1959: Friedrich Schiller: Die Jungfrau von Orleans – Regie: Otto Ernst Tickardt (Bühnen der Stadt Gera)
- 1961: Wolfgang Amadeus Mozart: Die Entführung aus dem Serail – Regie: Friedrich Radtke (Bühnen der Stadt Gera)
- 1964: Claus Hammel: Um neun an der Achterbahn (Parteisekretär) – Regie: Horst Schönemann (Maxim-Gorki-Theater Berlin)
- 1967: Henrik Ibsen: Nora (Helmer) – Regie: Ottofritz Gaillard (Maxim-Gorki-Theater Berlin)
- 1967: Rainer Kerndl: Die seltsame Reise des Alois Fingerlein (David) – Regie: Wolfram Krempel (Maxim-Gorki-Theater Berlin)
- 1968: Seán O’Casey: Der Stern wird rot (Gewerkschaftssekretär) – Regie: Kurt Veth (Maxim-Gorki-Theater Berlin)
- 1969: Michail Schatrow: Bolschewiki (Lunatscharski) – Regie: Fritz Bornemann (Maxim-Gorki-Theater Berlin)
- 1969: Nikolai Gogol: Der Revisor (Postmeister) – Regie: Hans Georg Simmgen (Maxim-Gorki-Theater Berlin)
- 1970: Ernst Ottwalt: Kalifornische Ballade (Johann August Suter) – Regie: Fritz Bornemann (Maxim-Gorki-Theater Berlin)
- 1970: Klaus Wolf: Lagerfeuer (Journalist) – Regie: Achim Hübner/Fritz Bornemann (Maxim-Gorki-Theater Berlin)
- 1971: Helfried Schreiter: Ich spiele Dir die Welt durch – Regie: Albert Hetterle (Maxim-Gorki-Theater Berlin)
- 1972: Gotthold Ephraim Lessing: Minna von Barnhelm (Tellheim) – Regie: Albert Hetterle (Maxim-Gorki-Theater Berlin)
- 1974: Michail Schatrow: Wetter für Morgen – Regie: Albert Hetterle (Maxim-Gorki-Theater Berlin)
- 1975: Helmut Baierl: Die Abenteuer der Johanna von Döbeln – Regie: Hans Dieter Mäde (Maxim-Gorki-Theater Berlin)
- 1979: Rainer Kerndl: Die lange Ankunft des Alois Fingerlein – Regie: Wolfram Krempel (Maxim-Gorki-Theater Berlin)
- 1982: Maxim Gorki: Kleinbürger – Regie: Albert Hetterle (Maxim-Gorki-Theater Berlin)
- 1984: Rainer Kerndl: Der Georgsberg – Regie: Wolfram Kempel (Maxim-Gorki-Theater Berlin)
- 1985: Alexander Gelman: Wir, die Endunterzeichnenden – Regie: Alber Hetterle (Maxim-Gorki-Theater Berlin)
- 1988: Frederick Loewe/Alan Jay Lerner: My Fair Lady (Prof. Higgins) – Regie: Horst Ludwig (Metropol-Theater Berlin)
- 1989: Peter Shaffer: Amadeus – Regie: Wolfram Kempel (Maxim-Gorki-Theater Berlin)
- 1991: Georges Feydeau: Du bist dran, ich passe – Regie: Ulrich Engelmann (Maxim-Gorki-Theater Berlin)
- 1992: Jehoschua Sobol: Ghetto – Regie: Carl-Hermann Risse (Maxim-Gorki-Theater Berlin)
- 1993: Edward Bond: Sommer – Regie: Carl-Hermann Risse (Maxim-Gorki-Theater Berlin – Studiobühne)
- 1993: Luigi Pirandello: Die Riesen vom Berge – Regie: Rolf Winkelgrund (Maxim-Gorki-Theater Berlin)
- 1994: Carl Maria von Weber: Der Freischütz – Regie: Thomas Kirchner (Maxim-Gorki-Theater Berlin)
- 1994: Dorothy Parker: Ladies im Hotel – Regie: Klaus Emmerich (Maxim-Gorki-Theater Berlin)
- 1995: Alexander Wwedenski: Weihnachten bei Iwanows – Regie: Tom Kühnel/Robert Schuster (Maxim-Gorki-Theater Berlin)
- 1997: Gerhart Hauptmann: Die Ratten – Regie: Uwe Eric Laufenberg (Maxim-Gorki-Theater Berlin)
- 1997: Jewgeni Schwarz: Der Drache – Regie: Tom Kühnel/Robert Schuster (Maxim-Gorki-Theater Berlin)
- 1998: Theodor Fontane: Effi Briest – Regie: Marcus Mislin / Deborah Epstein (Maxim-Gorki-Theater Berlin)
- 1998: Bertolt Brecht: Der gute Mensch von Sezuan – Regie: Uwe Eric Laufenberg (Maxim-Gorki-Theater Berlin)
- 1999: Marcus Mislin nach Friedrich Schiller: Wilhelm Tell oder wie ein Bergvolk zufälligerweise zu Revolutionären wird (Werner, Freiherr von Attinghausen) – Regie: Deborah Epstein/Marcus Mislin (Maxim-Gorki-Theater Berlin)
- 2004: Lutz Hübner: Das Geld, die Stadt und die Wut – Regie: Volker Hesse (Maxim-Gorki-Theater Berlin)
- Theater des Ostens und Theatertournee: Die heilige Johanna (Jürgen Kern), Der Name der Rose (Vera Oelschlegel), Goya (Vera Oelschlegel)
- Theater am Kurfürstendamm: Kohlenpaul (Horst Pillau)
- Schauspielhaus am Gendarmenmarkt: Die Sternstunde des Joseph Bieder (Horst Bonnet)

## Filmografie (Auswahl)
- 1963: Nackt unter Wölfen
- 1965: Berlin um die Ecke
- 1965: Das Kaninchen bin ich
- 1965: Karla
- 1966: Der Staatsanwalt hat das Wort: Am Mozartplatz (TV-Reihe)
- 1966: Flucht ins Schweigen
- 1967: Die Fahne von Kriwoj Rog
- 1967: Blaulicht – Nachtstreife (TV-Reihe)
- 1968: Wir lassen uns scheiden
- 1968: Die Toten bleiben jung
- 1968: Mord am Montag
- 1969: Der Weihnachtsmann heißt Willi
- 1969: Käuzchenkuhle
- 1969: Verdacht auf einen Toten
- 1969: Zeit zu leben
- 1970: He, Du!
- 1972: Bettina von Arnim (zweiteiliges Fernsehspiel)
- 1972: Die verbotenen Inseln (Sprecher)
- 1973: Polizeiruf 110: Freitag gegen Mitternacht (TV-Reihe)
- 1973: Stülpner-Legende (TV)
- 1973: Die sieben Affären der Doña Juanita (TV-Vierteiler)
- 1974: Die Frauen der Wardins (TV-Dreiteiler)
- 1974: Weggefährten – Begegnungen im 25. Jahr der DDR (Sprecher)
- 1975: Abenteuer mit Blasius (tschechisch Dobrodružství s Blasiem)
- 1975: Kriminalfälle ohne Beispiel: Mord im Märkischen Viertel (TV-Dreiteiler)
- 1975: Polizeiruf 110: Das letzte Wochenende
- 1975: Schwester Agnes
- 1976: Liebesfallen
- 1977: Zweite Liebe – ehrenamtlich
- 1978: Brandstellen
- 1978: Hiev up
- 1978: Polizeiruf 110: In Maske und Kostüm
- 1978: Scharnhorst (Fernsehmehrteiler)
- 1978: Ein Kolumbus auf der Havel
- 1979: Polizeiruf 110: Heidemarie Göbel
- 1980: Archiv des Todes (TV-Serie)
- 1980: Die Heimkehr des Joachim Ott (Fernsehfilm)
- 1980: Polizeiruf 110: Der Einzelgänger
- 1981: Jockei Monika (TV-Miniserie)
- 1982: Familienbande
- 1983: Der Staatsanwalt hat das Wort: Nur einen Schluck
- 1985: Polizeiruf 110: Treibnetz
- 1986: Polizeiruf 110: Das habe ich nicht gewollt
- 1986: Polizeiruf 110: Gier
- 1986: Polizeiruf 110: Mit List und Tücke
- 1986: Weihnachtsgeschichten
- 1987: Spuk von draußen (TV-Serie)
- 1988: Froschkönig
- 1989: Die gläserne Fackel (TV-Miniserie)
- 1991: Polizeiruf 110: Todesfall im Park
- 1992: Karl May (TV-Miniserie)
- 1993: Zwei wie Paul und Caroline
- 1994: Fritze Bollmann will nicht angeln (Fernsehserie, 7 Folgen)
- 1994: Tag der Abrechnung – Der Amokläufer von Euskirchen
- 1995: Polizeiruf 110: Bruder Lustig
- 1995: Tatort: Bomben für Ehrlicher (TV-Reihe)
- 1996: Tatort: Wer nicht schweigt, muß sterben
- 1996: Tatort: Die Reise in den Tod
- 1996: Polizeiruf 110: Der schlanke Tod
- 1997: Tatort: Bierkrieg
- 1997: Für alle Fälle Stefanie (Fernsehserie, 1 Folge)
- 1997: Tatort: Tödlicher Galopp
- 1998–2000: Fieber – Ärzte für das Leben (TV-Serie)
- 1999: Klemperer – Ein Leben in Deutschland
- 1999: Tatort: Todesangst
- 2002: In aller Freundschaft (Fernsehserie, 1 Folge)
- 2003: Wunschkinder und andere Zufälle
- 2003: Doppelter Einsatz (Fernsehserie, 1 Folge)
- 2004: Familie Dr. Kleist (Fernsehserie, 1 Folge)
- 2005: Polizeiruf 110: Dettmanns weite Welt
- 2008: Tierärztin Dr. Mertens (Fernsehserie, 1 Folge)

## Synchronrollen (Auswahl)
- 1966: Karoly Mecs als Richard in Männer und Flaggen
- 1967: Jaroslav Rozsival als Ferdinand in Komödiantenwagen

## Hörspiele und Features
- 1965: Vercors: Zoo oder Der menschenfreundliche Mörder (Douglas Temlemore) – Regie: Edgar Kaufmann (Rundfunk der DDR)
- 1965: Margarete Jehn: Der Bussard über uns (Der Bussard) – Regie: Fritz Göhler (Hörspiel – Rundfunk der DDR)
- 1966: Siegfried Pfaff: Detektiv Martin: Es spukt im Knusperhaus (Detektiv Dr. Martin) – Regie: Manfred Täubert (Kinderhörspiel – Rundfunk der DDR)
- 1967: Siegfried Pfaff: Regina B. – Ein Tag in ihrem Leben (Krüger) – Regie: Fritz-Ernst Fechner (Hörspiel – Rundfunk der DDR)
- 1967: Paul Everac: Die unsichtbare Staffette (Dobrian) – Regie: Fritz Göhler (Hörspiel – Rundfunk der DDR)
- 1969: Wolfgang Graetz/Joachim Seyppel: Was ist ein Weihbischof? Oder Antworten zur Akte Defregger – Regie: Edgar Kaufmann (Hörspiel – Rundfunk der DDR)
- 1969: Rolf Haufs: Harzreise (Mann) – Regie: Peter Groeger (Hörspiel – Rundfunk der DDR)
- 1970: Ève Curie: Meine Mutter, Madame Curie (Pierre Curie) – Regie: Flora Hoffmann (Hörspielbearbeitung – Rundfunk der DDR)
- 1970: Werner Gawande: Die Kündigung (Dieter Weiß) – Regie: Joachim Staritz (Hörspiel – Rundfunk der DDR)
- 1970: Michail Schatrow: Der sechste Juli (Swerdlow) – Regie: Helmut Hellstorff (Rundfunk der DDR)
- 1970: Klaus G. Zabel: Napoleon und die Zöllner (Faget, Zöllner) – Regie: Peter Groeger (Hörspiel – Rundfunk der DDR)
- 1970: Autorenkollektiv: Gespräche an einem langen Tag – Regie: Detlef Kurzweg (Hörspiel – Rundfunk der DDR)
- 1970: Dieter Müller: Die Richter des Friedrich Ludwig Jahn (Friedrich Ludwig Jahn) – Regie: Theodor Popp (Kinderhörspiel – Rundfunk der DDR)
- 1970: Horst Bastian: Deine Chance zu leben (Oberarzt) – Regie: Detlef Kurzweg (Hörspiel – Rundfunk der DDR)
- 1971: Heinrich Mann: Die Jugend des Königs Henri Quatre – Regie: Fritz Göhler (Hörspiel – Rundfunk der DDR)
- 1971: Heinrich Mann: Die Vollendung des Königs Henri Quatre – Regie: Fritz Göhler (Rundfunk der DDR)
- 1971: Zofia Posmysz: Ave Maria (Karol) – Regie: Helmut Hellstorff (Hörspiel – Rundfunk der DDR)
- 1971: Bruno Gluchowski: Stahl von der Ruhr (Dr. Ullmann) – Regie: Helmut Hellstorff (Hörspiel nach „Blutiger Stahl“ (3 Teile) – Rundfunk der DDR)
- 1972: Kai Himmelstrup: The Dandelions (Stimme) – Regie: Helmut Hellstorff (Hörspiel (2 Teile) – Rundfunk der DDR)
- 1972: Günther Deicke: Das entscheidende Jahr – Regie: Fritz-Ernst Fechner (Feature – Rundfunk der DDR)
- 1972: Karl Hermann Roehricht: Private Galerie – Mitautor und Regie: Günther Rücker (Rundfunk der DDR)
- 1972: Rabindranath Tagore: Madana (Vasanta) – Regie: Wolfgang Schoor (Hörspiel – Rundfunk der DDR)
- 1973: Paul Everac: Die Mitgift (Doru) – Regie: Helmut Hellstorff (Rundfunk der DDR)
- 1973: Jerzy Janicki: Die Ballade von den berühmten Brüdern Bodziak – Regie: Fritz-Ernst Fechner (Rundfunk der DDR)
- 1973: Francoise Xenakis: Auf der Insel wollte sie ihm sagen... – Regie: Fritz Göhler (Hörspiel – Rundfunk der DDR)
- 1974: Herbert Fischer: Autofahrt (Taxifahrer Peter) – Regie: Fritz Göhler (Rundfunk der DDR)
- 1975: Horst-Ulrich Semmler: Bereitschaftsdienst – Regie: Maritta Hübner (Kinderhörspiel – Rundfunk der DDR)
- 1975: Joachim Herz-Glombitza: Die Kulturkanone (Altmann) – Regie: Joachim Gürtner (Hörspielreihe: Neumann, zweimal klingeln – Rundfunk der DDR)
- 1976: Mark Twain: Die Abenteuer des Huckleberry Finn (Jim) – Regie: Theodor Popp (Kinderhörspiel – Litera)
- 1976: Hans Siebe: Der Tod des Reinhard Kunelka (Kunelka) – Regie: Fritz-Ernst Fechner (Kriminalhörspiel – Rundfunk der DDR)
- 1976: Joachim Brehmer: Meine Frau Inge und meine Frau Schmidt (Karl) – Regie: Achim Scholz (Rundfunk der DDR)
- 1976: Günter Kunert: Ein anderer K. – Regie: Horst Liepach (Rundfunk der DDR)
- 1976: Roald Dahl: Der Mantel (Mr. Bixby) – Regie: Joachim Staritz (Kriminalhörspiel – Rundfunk der DDR)
- 1977: Juri Trifonow: Der Tausch (Vermittler) – Regie: Joachim Staritz (Hörspiel – Rundfunk der DDR)
- 1980: Lia Pirskawetz: Stille Post – Regie: Horst Liepach (Biografie – Rundfunk der DDR)
- 1980: Stanisław Lem: Der getreue Roboter – Regie: Werner Grunow (Rundfunk der DDR)
- 1980: Fritz Rudolf Fries: Der fliegende Mann – Regie: Horst Liepach (Biographie – Rundfunk der DDR)
- 1980: Michail Bulgakow: Die Kabale der Scheinheiligen (la Grange) – Regie: Werner Grunow (Hörspiel – Rundfunk der DDR)
- 1981: Arne Leonhardt: Jazz am Grab (Maukisch) – Regie: Werner Grunow (Hörspielpreis der Kritiker für Autor und Regie 1982 – Rundfunk der DDR)
- 1981: Hans Siebe: Drei Bagnaresi (Einsatzleiter) – Regie: Horst Liepach (Rundfunk der DDR)
- 1987: Hans Siebe: Gastspiel in Dabentin (Bielek) – Regie: Hans Knötzsch (Rundfunk der DDR)
- 1987: Franz Fühmann: Rumpelstielzchen (Geheimrat) – Regie: Achim Scholz (Rundfunk der DDR)
- 1988: Anton Tschechow: Krankensaal Nr. 6 (Bürgermeister) – Regie: Joachim Staritz (Hörspiel – Rundfunk der DDR)
- 1988: Veit Stiller: Feuerwehrvergügen (Wichert) – Regie: Detlef Kurzweg (Kurzhörspiel aus der Reihe: Waldstraße Nummer 7 – Rundfunk der DDR)
- 1996: Wolfgang Pönisch: Der Nächste bitte – Regie: Karlheinz Liefers (Hörspiel – Rundfunk Berlin-Brandenburg)
- 1998: Michail Bulgakow: Der Meister und Margarita – Regie: Petra Meyenburg (Hörspiel (30 Teile) – MDR)
- 1998: Peter Steinbach: Warum ist es am Rhein so schön… (Westrentner/Professor Pollack) – Regie: Hans Gerd Krogmann (Hörspiel – WDR/DLR)
- 2003: Dylan Thomas: Unter dem Milchwald (Mr. Edwards) – Regie: Götz Fritsch (MDR)

## Audioproduktionen (Auswahl)
- Ernő Szép: Die Liebe am Nachmittag (Jumbo Neue Medien & Verlag, 2008)
- Yaşar Kemal: Memed mein Falke (Jumbo Neue Medien & Verlag, 2008)
- Salim Alafenisch: Die Feuerprobe (Jumbo Neue Medien & Verlag, 2008)
- Tschingis Aitmatow: Der weiße Dampfer (Jumbo Neue Medien & Verlag, 2007)
- Tschingis Aitmatow: Der Schneeleopard (Jumbo Neue Medien & Verlag, 2007)
- Kirsten Boie: Alhambra (Jumbo Neue Medien & Verlag, 2007)
- Meg Mullins: Der Teppichhändler (Jumbo Neue Medien & Verlag, 2007)
- Stanisław Lem: Der getreue Roboter (Deutsches Rundfunkarchiv, 2003), Regie: Werner Grunow (Sprecher des Clempner)